# Pielești, Argeș
Pielești este un sat în comuna Cotmeana din județul Argeș, Muntenia, România.